# Cremia
Cremia là một đô thị ở tỉnh Como trong vùng Lombardia, có cự ly khoảng 70 kilômét (43 mi) về phía bắc của Milano và khoảng 35 kilômét (22 mi) về phía đông bắc của Como. Tại thời điểm ngày 31 tháng 12 năm 2004, đô thị này có dân số 767 người và diện tích là 10,2 km².
Cremia giáp các đô thị: Dervio, Garzeno, Pianello del Lario, Plesio, San Siro.